# 김충기
김충기(金忠基, 1942년 서울 출생 ~ )은 대한민국 한국과학기술원 정보과학기술대학 전기및전자공학과 명예교수, 전자공학자이다.

## 학력
- 1965 서울대학교 공과대학 전기공학과
- 1967 미국 컬럼비아 대학교 전기공학과 석사
- 1970 미국 컬럼비아 대학교 전기공학과 박사

## 주요경력
- 1970 ~ 1975 페어차일드 R&D Lab., Member of Technical Staff
- 1975 ~ 2008 한국과학기술원 전기 및 전자공학과 교수
- 1995 ~ 1997 한국과학기술원 부원장
- 2007.03 ~ 한국과학기술원 특훈교수[1]

## 생애 및 업적
첨단 반도체 연구를 국내에 정착시키고, 한국 반도체산업 1, 2세대 주역들을 키워낸 교수이자, 전자공학자
1942년 서울에서 태어났다. 경성고등공업학교 출신의 경성방직 방직 엔지니어였던 아버지의 영향으로, 문제 해결을 중시하는 엔지니어 정신이 충만한 환경에서 어린 시절을 보냈다. 서울대학교 전기공학과를 졸업하고 미국 컬럼비아 대학교 전자공학과에서 반도체 이론 연구로 박사학위를 받을 때까지 학구적이고 전형적인 모범생이었다. 이후, 1970년 미국 최고의 반도체 기업 페어차일드에 입사해, 어린 시절 익숙했던 엔지니어 정신을 일깨우며 연구에 몰입했다.

### 전자공학 연구 성과
당시는 반도체 핵심 소자인 전하결합소자(CCD)가 처음 개발된 직후였다. 입사 후, 최첨단 기술이었던 CCD 연구에 참여하게 되었다. 그리고 CCD 기초연구와 CCD 영상감지소자 기술을 기반으로 1973년에 세계 최초로 500 화소 CCD 선형 영상감지소자를 개발하는 성과를 거두었다. 이 기술은 상품화되었으며, 동료들에게 “CCD 교수”로 불릴 정도로 전문성을 인정받았다. 또한, 페어차일드에서 항상 기술의 실제 문제를 염두에 두는 엔지니어의 연구태도와 자유롭게 의견을 말하고 토론하는 소통기술을 경험했다.

### 반도체 연구와 인재 양성
1975년 페어차일드에서의 연구를 접고 귀국하여, 한국의 반도체 산업에 기여하고 싶은 소망을 안고, 신생 한국과학원(후에 한국과학기술원으로 개편)의 전기 및 전자공학과 교수가 되었다. 1970년대 초 한국 정부는 반도체 공업의 중요성을 인식했고 한국과학기술연구원에서는 발광 다이오드 제작, 실리콘 적층 연구, 집적 회로 제작 실험 등의 연구가 수행되었다. 그러나 반도체에 대한 체계적인 연구나 교육은 이루어지지 못한 상태였다. 한국과학기술원에서 그는 3년에 걸쳐 반도체 집적 회로 제작 설비를 설치했다. 덕분에 이론과 실습이 균형을 이룬 첨단 반도체 연구와 교육이 가능해졌다.
1980년대 그의 연구실은 한국 반도체 기술 연구의 중심이 되었고 우수 학생들이 모여들었다. 그 이유는, 첫째, 반도체는 첨단 전자산업의 핵심이라는 인식이 널리 퍼졌으며. 둘째, 연구실이 늘어난 정부와 기업의 반도체 연구 지원을 감당할 수 있는 설비를 갖춘 거의 유일한 대학 조직이었고, 셋째, 여기에 그의 전문성과 우수 학생들의 열의가 더해져 우수한 연구 성과가 나왔기 때문이다. 제자들은 졸업 후 국내 주요 반도체 기업에 진출하였으며, 1980년대에 본격 시작된 한국의 반도체 산업이 빠른 속도로 본궤도에 오르게 하는 데 중요한 역할을 했다.
1990년대 그의 연구실에서는 연구 주제를 다각화하고 특히 미래를 준비하는 새로운 문제에 도전했다. 예를 들어, 냉각식 적외선 영상 감지 소자를 개발하여 국방용 적외선 카메라를 국산화했다. 또한 이 시기에 그의 지도로 박막 트랜지스터(TFT)나 액정 디스플레이(LCD) 같이 새로운 주제에 도전했던 제자들은 한국 기업이 디스플레이 분야에서 세계 최고가 되는 데 중심 역할을 했다.

### 대한민국 반도체산업 발전의 기틀 마련
반도체 산업에 있어서 이렇다 할 전문가가 없던 시기에 첨단 연구 경력을 가지고 귀국한 후, 1975년부터 2010년까지 그는 72명의 석사와 38명의 박사를 지도해 한국의 반도체 산업의 인재들을 양성한 만큼, 정부는 그의 공로를 인정하여 1997년 국민훈장 모란장을 수여했다. 2000년대 한국 반도체 산업 초기에, 메모리 반도체와 반도체 소자를 핵심부품으로 쓰는 디지털 기기 등 꼭 필요한 연구를 수행하고 인력을 키운 그 업적을 인정받아 2019 과학기술유공자 엔지니어링 분야에 지정되었다.

## 포상
- 1993 호암 과학상 수상
- 1997 국민훈장 모란장

## 참고자료
대한민국 과학기술정보통신부 홈페이지  보관됨 2020-09-27 - 웨이백 머신